# Actinote pseudequatoria
Actinote pseudequatoria är en fjärilsart som beskrevs av Hayward 1935. Actinote pseudequatoria ingår i släktet Actinote och familjen praktfjärilar. Inga underarter finns listade i Catalogue of Life.